# Lobobunaea elegans
Lobobunaea elegans är en fjärilsart som beskrevs av Eugène Louis Bouvier 1928. Lobobunaea elegans ingår i släktet Lobobunaea och familjen påfågelsspinnare. Inga underarter finns listade i Catalogue of Life.